# Ferkeria vestita
Ferkeria vestita is een hooiwagen uit de familie Cosmetidae.